# Pseudichthydium balatonicum
Pseudichthydium balatonicum är en djurart som tillhör fylumet bukhårsdjur, och som först beskrevs av Zoltan Varga 1949.  Pseudichthydium balatonicum ingår i släktet Pseudichthydium och familjen Chaetonotidae. Inga underarter finns listade i Catalogue of Life.